# 236 (عدد)
236 هو عدد صحيح  طبيعي بين 235 و237

## في الرياضيات

### خصائص
- 236 عدد زوجي
- 236 عدد ناقص